# Vitikkosaari (ö i Norra Österbotten, Koillismaa, lat 66,25, long 29,01)
Vitikkosaari är en ö i Finland. Den ligger i sjön Särkiperä och i kommunen Kuusamo i den ekonomiska regionen  Koillismaa ekonomiska region  och landskapet Norra Österbotten, i den nordöstra delen av landet, 700 km norr om huvudstaden Helsingfors. Öns area är 2,5 hektar och dess största längd är 340 meter i öst-västlig riktning.